# Berkenmuis
De berkenmuis (Sicista betulina) is een knaagdier uit de familie van de berkenmuizen (Sminthidae) die voorkomt in de bossen van Oost-Europa tot Centraal-Azië. Het is een van de kleinere Europese knaagdieren.

## Uiterlijk
Hij is te herkennen aan een zwarte streep van circa 3 mm breed, die over zijn rug loopt van de kop tot de staart. Van andere muizen met een rugstreep die in dezelfde regio voorkomen, de driekleurige muis (Sicista subtilis) en de brandmuis (Apodemus agrarius), is hij te onderscheiden door de veel langere staart, die over het algemeen anderhalf keer zo lang is als de rest van zijn lichaam. Tijdens het rennen krult hij vaak zijn staart omhoog. De brandmuis wordt veel groter dan de berkenmuis, de driekleurige muis is ongeveer even groot. De bovenlip van de berkenmuis is niet gespleten, zoals bij andere muizen. De berkenmuis kan de buitenste tenen van de voor- en achterpoten onafhankelijk bewegen, als een duim, wat het dier ondersteuning geeft bij het klimmen.
De berkenmuis wordt tussen de 50 en 70 millimeter lang, en hij heeft een staart die 76 tot 110 millimeter kan bereiken. Hij weegt tussen de 5 en 13 gram. De berkenmuis is het zwaarst in de aanloop naar de winterslaap.

## Habitat
De berkenmuis heeft een voorkeur voor loofbossen en gemengde bossen met een dichte ondergroei, waar hij voornamelijk leeft in de dichtbegroeide, vochtige tot drassige en koele plekken van het bos. In het noorden van zijn verspreidingsgebied leeft hij vooral in berkenbossen, in het zuiden leeft hij voornamelijk in bergwouden. Zo leeft hij in de Karpaten voornamelijk in sparrenbos. De berkenmuis is een goede klimmer en klimt regelmatig in bomen, alhoewel hij ook vaak op de grond te vinden is.
De berkenmuis komt voor van Zuid-Finland en de Baltische staten oostwaarts tot ver voorbij het Baikalmeer. Geïsoleerde populaties leven ook in Sleeswijk-Holstein in Duitsland, Denemarken, Zuidwest-Tsjechië & Oost-Oostenrijk, de Karpaten en in West-Scandinavië. De verwante driekleurige muis leeft meer ten zuiden van zijn verspreidingsgebied.

## Leefwijze
De berkenmuis is een nachtdier. Hij eet voornamelijk insecten en larven, aangevuld met granen, vethoudende zaden en bessen. Hoewel hij goed kan klimmen maakt hij zijn nest onder de grond in een zelfgegraven hol of op de grond in een omgevallen boom. Het nest is een ronde bal, gemaakt van gras en mos. In oktober kruipt hij in een klein holletje in de grond voor een winterslaap van minstens zeven maanden. In april of mei ontwaakt hij pas weer. Voor de winterslaap bouwt een vetreserve op waardoor hij ruim 12 gram kan gaan wegen. Tijdens de winterslaap kan zijn lichaamsgewicht met wel 50% zakken.

### Voortplanting
De paartijd van de berkenmuis valt in mei en juni. De draagtijd duurt 18 tot 24 dagen. Jaarlijks werpt de berkenmuis één nest met 2 tot 6 jongen (kan variëren tussen de één en de elf). Een enkele keer komt ook een tweede worp voor. Na 26 dagen openen de jongen de ogen en na vijf weken, ze wegen dan 5 tot 6 gram, zijn ze zelfstandig. Als de dieren een jaar oud zijn, zijn ze geslachtsrijp. De berkenmuis wordt drie tot vijf jaar oud.